# Maslog
Maslog is een gemeente in de Filipijnse provincie Eastern Samar op het eiland Samar. Bij de laatste census in 2007 had de gemeente bijna 5 duizend inwoners.

## Geografie

### Bestuurlijke indeling
Maslog is onderverdeeld in de volgende 13 barangays:
| - Barangay 1 - Barangay 2 - Bulawan - Carayacay - Libertad - Malobago | - Maputi - San Miguel - San Roque - Tangbo - Taytay - Tugas |

## Demografie
Maslog had bij de census van 2007 een inwoneraantal van 4.788 mensen. Dit zijn 779 mensen (19,4%) meer dan bij de vorige census van 2000. De gemiddelde jaarlijkse groei komt daarmee uit op 2,48%, hetgeen hoger is dan het landelijk jaarlijks gemiddelde over deze periode (2,04%). Vergeleken met de census van 1995 is het aantal mensen met 1.154 (31,8%) toegenomen.

De bevolkingsdichtheid van Maslog was ten tijde van de laatste census, met 4.788 inwoners op 249,8 km², 19,2 mensen per km².